# たかぴぃ
たかぴぃ（takapi）は、日本のボカロP、音楽家、ギタリスト、ラジオパーソナリティである。
バンドtakapiraのギタリスト兼マニピュレーター。
千葉市・幕張出身。GTキャスト所属。

## 概要
東京ビジュアルアーツ卒業。血液型はA型。
ピアノ、ギターを中心としたボーカロイド楽曲を数多く発表している。また学生時代の専門が弦楽器であったためストリングスアレンジを多用する。
使用キャラクターは初音ミク、結月ゆかり、小春六花など多数。
合成音声のエディット、"調声"の第一人者の一人として様々な公式作品やライブ・イベントを手掛けている。
また自身が率いるtakapiraのバンドマスターであり、ほぼ全ての楽曲のアレンジを行っている。

## 来歴
デビュー以前
ピアノに挫折感を感じていた小学生の頃、家にあった富士通FM-TOWNSに付属していたシーケンサーソフトで作曲を始める。初めて買った音源はRolandのSC-55mkⅡ。
中学生の頃、ベーシストの叔父に薦められギターを弾き始める。近所の島村楽器にあったフェルナンデス (楽器メーカー)のFR-55に一目惚れし購入。
高校在学時に管弦楽部へ入部、バイオリン希望だったが、先輩や同級生に唆されてなし崩し的にコントラバス担当になる。
高校の同級生らとバンドinage Highを結成。現在に至るまで解散はせず、近年の作品にも演奏協力者としてゲスト参加している。
千葉工業大学に進学したが、知り合いの紹介で日本大学の芸術学部の講義を聴講するため西所沢にアパートを借りる。この頃から本格的に音楽家としての人生に舵を切る。
大学在学中からラジオCMの楽曲制作や劇団への劇伴提供など、職業作家としての礎を築く。
大学卒業後は東京ビジュアルアーツへ進学。

2012年
11月「マヤカシ たかぴぃ feat.初音ミク」でボカロPデビュー。
2013年
1月「Creator's Real たかぴぃ feat.初音ミク」が1週間で10万再生を超え、自身初のVOCALOID殿堂入りを果たした。
2016年
初音ミクV4X発売に合わせて投稿したファンメイドコマーシャルでのボカロエディット(調声)が話題になり公式の目に留まる。これ以降クリプトン・フューチャー・メディア社の公式作品に携わるようになる。
2016年11月3日に開催された「ニコニコ超パーティー2016」でのVOCALOID/UTAUライブのボーカルエディットを担当。この年以降ニコニコ関連のボカロ作品やライブイベントの殆どに携わっている。
2017年
マジカルミライ2017において、初音ミクのライブMCのボイスエディットを担当。
また同時にこの年よりマジカルミライ会場内に設営されたKARENT Presents「クリエイターズマーケット」にも出展。常連参加者となっている。
2018年
バーチャルYouTuberユニットヒメヒナ(HIMEHINA)の企画・立ち上げに参加。田中工務店（現:Studio LaRa）初期メンバー。音楽担当。
2019年
アニメ「バーチャルさんはみている」(TOKYO MX：毎週水曜 26:00 - 27:00)。の音楽・劇伴を担当(高橋良典名義での参加)。
2020年
4月に冠番組「たかぴぃのクリエイターズミッドナイト」が放送開始。(InterFM：毎週月曜 26:00 - 27:00)。ラジオパーソナリティー・ラジオDJデビュー。番組の放送作家、ディレクターを兼任している。

## 人物
好物はスイカ。また野菜全般に執着がある。特にキャベツを愛しているがトマトだけは宗教上の理由(?)により激しく嫌悪している。
ただし菜食主義者ではなく普通に何でもよく食べる。
極端な下戸で、打ち上げなどの場でも一切飲酒しない。
趣味は車。かつてはスカイラインGT-Rを所有していたが、機材が積めない上にうるさいとバンドメンバーからの苦情で泣く泣く手放した。

## 出演

### ラジオ
- たかぴぃのクリエイターズミッドナイト（2020年4月27日 - 2022年3月28日、InterFM：毎週月曜 26:00 - 27:00[注 1]）
- RADIO MIKU（2021年1月1日 - CBCラジオ：毎週日曜 19:00 - 19:30

### WEB番組
- ニコニコネット超会議2020夏 (2020年8月12日、ニコニコ生放送)
- クリ深 on The VOCALOID Collection 〜2020 Winter〜[4] (2020年12月21日、ニコニコ生放送)
- ボカコレステーション～2021 Spring～ (2021年4月24日、ニコニコ生放送)

### ライブ・イベント
- ゆかりあかりフェス！奏 2018 (2018年9月22日)
- どえりゃあ尊い前夜祭 (2019年1月12日)
- ニコニコネット超会議2020夏 ※イベントMCを担当(2020年8月12日)
- らじみくサミット2 (2022年1月22日)
- 小春六花 スペシャルLIVE (2022年3月13日)
- 小春六花1st LIVE！「初登校」 (2022年4月24日)
- 夏色花梨 スペシャルLIVE (2022年9月11日)
- クラーク記念国際高等学校 芸術鑑賞会 (2023年1月19日)
- 花隈千冬 スペシャルLIVE (2023年4月2日)
- 夏色花梨 1st LIVE！「ゆめのつづき」 (2025年1月13日)
- 花隈千冬 1st LIVE！「My First Story」 (2025年4月20日)

## 作品
たかぴぃの作品についてはたかぴぃ#ディスコグラフィを参照のこと。

### 参加作品
| リリース日            | 曲名                                                    | 収録作品・イベント                                                                          | 担当                 |
| --------------------- | ------------------------------------------------------- | ------------------------------------------------------------------------------------------- | -------------------- |
| 2019年4月日19         | 1フェムトの大空 / ヒャダイン                            | 超踊ってみたオフ2019 supported by JAL                                                       | ボカロエディット     |
| 2019年11月15日        | ポケットにファンタジー【幸子とミク version】 / 小林幸子 |                                                                                             | ボカロエディット     |
| 2020年8月12日         | ボカロ ヒット・メドレー / 陸上自衛隊中央音楽隊          | ニコニコネット超会議2020夏                                                                  | 録音・編集・ミックス |
| 2020年8月12日         | マトリョシカ / 陸上自衛隊中央音楽隊                     | ニコニコネット超会議2020夏                                                                  | 録音・編集・ミックス |
| 2020年8月12日         | メランコリック / 陸上自衛隊中央音楽隊                   | ニコニコネット超会議2020夏                                                                  | 録音・編集・ミックス |
| 2020年8月12日         | 千本桜 / 陸上自衛隊中央音楽隊                           | ニコニコネット超会議2020夏                                                                  | 録音・編集・ミックス |
| 2020年11月29日        | 敗走 / 風雅なおと                                       | マジカルミライ2020「MK15th project Presents 拝郷メイコ・風雅なおと ライブ＆トークステージ」 | アレンジ             |
| 2020年12月30日        | 蛍火 / 初音ミク                                         | 遊びの音 with.初音ミク                                                                      | ボカロエディット     |
| 2020年12月30日        | Aloneness / 初音ミク                                    | 遊びの音 with.初音ミク                                                                      | ボカロエディット     |
| 2023年7月26日         | 敗走 / 傘村トータ                                       | 初音ミク「マジカルミライ 2023」オフィシャルCDアルバム                                       | アレンジ             |
| 2023年8月11日～9月3日 | 敗走 / 傘村トータ                                       | マジカルミライ2023 ライブ                                                                   | アレンジ             |
| 2025年3月13日         | 夜舞うシルエット / 拝郷メイコ                           | 巡音ルカ生誕16周年記念祭 ～Rondò Roseo～                                                    | アレンジ             |
| 2025年3月13日         | あなたを救う花こそあれ / 風雅なおと                     | 巡音ルカ生誕16周年記念祭 ～Rondò Roseo～                                                    | アレンジ             |
| 2025年3月13日         | 星影セレネイド / 風雅なおと                             | 巡音ルカ生誕16周年記念祭 ～Rondò Roseo～                                                    | アレンジ             |